# Tratatul de la Chaumont
Tratatul de la Chaumont a fost o serie de înțelegeri semnate separat, dar având texte identice, dintre Imperiul Austriac, Regatul Prusiei, Imperiul Rus și  Regatul Unit datată pe 1 martie 1814, dar semnate în fapt pe 9 sau 19 martie. Tratatul s-a dorit să aducă puterile  celei de-a Șasea Coaliții într-o alianță mai strânsă în cazul în care Imperiul Francez ar fi respins termenii de pace care îi fuseseră oferiți. Fiecare dintre părțile semnatare a fost de acord să mobilizeze pe câmpul de luptă câte 150.000 de soldați și, după obținerea păcii în lupta cu Franța, să mențină pacea pentru următorii douăzeci de ani.
În urma discuțiilor de la sfârșitul lunii februarie 1814, reprezentanții austrieci, prusaci, ruși și britanici au căzut de acord asupra organizării unei întâlniri la Chaumont, Haute-Marne pe 1 martie 1814. Documentul rezultat, Tratatul de Chaumont, a fost semnat pe 9 sau 19 martie (deși documentul a fost datat 1 martie) de către împăratul  Alexandru I, împăratul Francisc al II-lea (cu Metternich), regele  Frederic Wilhelm al III-lea și ministrul de externe britanic Robert Stewart. Tratatul îi cerea lui Napoleon să retrocedeze toate cuceririle făcute, Franța urmând astfel să revină la frontierele prerevoluționare în schimbul încetării războiului. Dacă Napoleon ar fi respins propunerea semnatarilor tratatului, aliații se angajau să continue războiul. A doua zi după ce i-a fost prezentat documentul, Napoleon a respins oferta de pace, refuzând ultima șansă pentru aranjamente negociate.
Deciziile au fost ratificate și puse în practică de Congresul de la Viena din 1814–1815. Termenii tratatului au fost puși pe hârtie în cea mai mare parte de Robert Stewart (Lord Castlereagh), ministrul de externe britanic, care s-a oferit să îi sprijine cu bani pe aliați, pentru ca aceștia să își păstreze armatele mobilizate împotriva lui Napoleon. Cele mai importante puncte prevedeau formarea unui stat confederat german, împărțirea în state independente, restaurarea dinastiei de Bourbon în Spania și lărgirea granițelor Olandei cu teritoriul care în 1830 avea să devină Belgia. Tratatul de la Chaumont a devenit baza a alianței europene care a asigurat echilibrul puterii pentru mai multe decenii. 